# Robert Duncan McNeill
Robert Duncan McNeill (nascut el 9 de novembre de 1964) és un director, productor i actor estatunidenc. Com a actor, és conegut sobretot pel seu paper com a tinent Tom Paris a la sèrie de televisió Star Trek: Voyager. També ha estat productor executiu i director freqüent de les sèries de televisió Chuck, Resident Alien, The Gifted i Turner & Hooch.

## Carrera

### Actuació
McNeill va créixer a Atlanta i va començar la seva carrera actuant en produccions locals i regionals abans de convertir-se en estudiant a la Juilliard School de la ciutat de Nova York. Va gaudir d'un èxit inicial com a actor professional, guanyant el paper de Charlie Brent a All My Childreni protagonitzant el llargmetratge Masters of the Universe al costat de Courteney Cox. Va protagonitzar un episodi de la versió dels anys vuitanta de La Dimensió Desconeguda, "A Message From Charity".
Va aparèixer amb Stockard Channing a la producció de Broadway de Six Degrees of Separation McNeill va interpretar el paper de "Jack" a la companyia de gira nacional d'"Into the Woods", el musical guanyador del premi Tony de Stephen Sondheim, abans de tornar a Los Angeles per buscar papers a la televisió. També va aparèixer com a convidat en nombroses sèries de televisió, com ara L.A. Law, El salt (Quantum Leap) i S'ha escrit un crim. Va ser un membre destacat del repartiment de la sèrie de curta durada de 1992 Going to Extremes. Un altre paper com a convidat aquell mateix any va ser a "El primer deure", un episodi de Star Trek: La nova generació, en què va interpretar Nick Locarno, un cadet de l'Acadèmia de la Flota Estel·lar i líder d'esquadró que pressiona els seus companys cadets, inclòs Wesley Crusher, perquè encobreixin els seus errors. Més tard es va convertir en un personatge habitual de Trek el 1995 a Star Trek: Voyager, on va interpretar Tom Paris, un oficial de la Flota Estel·lar amb una història similar a la de Locarno. El 2023, va tornar a interpretar el paper de Nick Locarno a la quarta temporada de Star Trek: Lower Decks .
Altres seus crèdits inclouen Zebulon a "Joseph and the Amazing Technicolor Dreamcoat" al Paper Mill Playhouse.

### Direcció

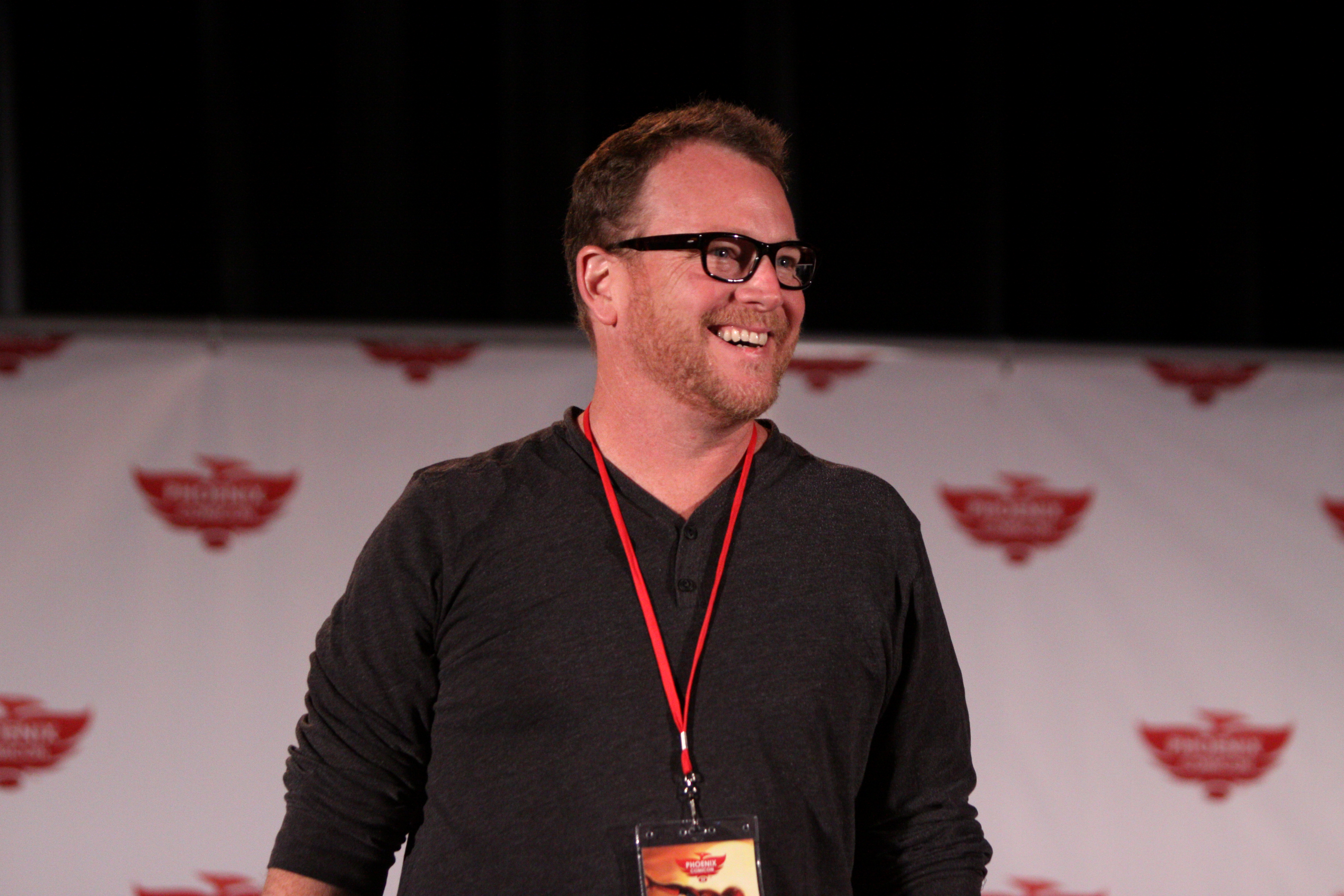

McNeill va començar la seva carrera de director amb diversos episodis de Voyager. Després va escriure, produir i dirigir dos curtmetratges premiats, The Battery protagonitzat per Joshua Jackson i 9mm of Love, i va començar a dirigir altres programes de televisió episòdics. Tot i que des de llavors ha actuat com a estrella convidada en programes de televisió com ara The Outer Limits i Crossing Jordan, McNeill ara se centra en la seva carrera de director, dirigint episodis de Dawson's Creek, Everwood, Star Trek: Enterprise, Dead Like Me, The O.C., One Tree Hill, Las Vegas, Summerland i Supernatural. Els seus crèdits com a director del 2006–2007 inclouen episodis de Desperate Housewives, Medium, Standoff, The Nine, The Knights of Prosperity, In Case of Emergency, What About Brian i My Boys. El 2007, va dirigir l'estrena de la cinquena temporada de Las Vegas, el pilot de Samantha Who?, i després va signar com a productor-director del programa de la NBC Chuck, dirigint nombrosos episodis, inclòs el primer episodi d'un programa de televisió que es va emetre íntegrament en estil tridimensional. Del 2010 al 2015, McNeill va dirigir episodis de V., Smash, White Collar, Breaking In, The Mentalist, Blue Bloods, Suburgatory, Warehouse 13, Mind Games i Red Band Society. El 2013, McNeill va esdevenir productor executiu i director de Girlfriends Guide to Divorce durant les 5 temporades. A partir del 2019, ha dirigit episodis de la sèrie de Fox The Orville, així com episodis de A Million Little Things, The Resident i Suits, i ha estat productor executiu i dirigit The Gifted. El 2021, McNeill va ser productor executiu i va dirigir diversos episodis de la sèrie de Disney+ Turner & Hooch. El 2019, va esdevenir productor i director de la sèrie Resident Alien de SYFY, ara a la seva quarta temporada. Del 2022 al 2024, McNeill ha dirigit episodis de So Help Me Todd, True Lies i Alert: Missing Persons Unit.

### Podcast
El maig de 2020, McNeill i el coprotagonista de "Voyager" Garrett Wang van iniciar el podcast "The Delta Flyers", on comenten episodis de "Voyager". El programa ha tingut prou èxit com per progressar a episodis de "Deep Space Nine", amb Armin Shimerman i Terry Farrell com a presentadors habituals.

## Vida personal
McNeill i la seva primera esposa, Carol, van tenir tres fills junts abans del seu divorci del 2015.
El 2005, McNeill va dirigir la seva filla adolescent, Taylor, quan va tenir un petit paper a l'episodi "The Pleiades" de la sèrie Summerland.
El seu fill Kyle és cantant compositor.
McNeill es va casar amb Rebecca Jayne McNeill a Vancouver, Canadà, el 7 de març de 2021.

## Filmografia

### Cinema
| Any  | Títol                           | Crèdit                                   | Paper                 | Notes                 |
| ---- | ------------------------------- | ---------------------------------------- | --------------------- | --------------------- |
| 1981 | La brigada de Sharky            |                                          | Adolescent en autobús | Paper sense acreditar |
| 1987 | Masters of the Universe         |                                          | Kevin Corrigan        |                       |
| 1997 | Trekkies                        |                                          | Ell mateix            |                       |
| 1998 | The Battery                     | Director i productor executiu            |                       | Curtmetratge          |
| 2000 | 9mm of Love                     | Director, guionista i productor executiu |                       | Curtmetratge          |
| 2002 | Infested                        |                                          | Eric                  |                       |
| 2011 | FedCon XX: The SciFi Experience |                                          | Ell mateix            | Documental            |

### Televisió
| Any          | Títol                         | Crèdit | Paper                                    | Notes                                                                                      |
| ------------ | ----------------------------- | --- | ---------------------------------------- | ------------------------------------------------------------------------------------------ |
| 1985         | Ein Fenster in Manhattan      | | Eric                                     | Telefilm                                                                                   |
| 1985         | The Twilight Zone             | | Peter Wood                               | "A Message from Charity"                                                                   |
| 1985         | ABC Weekend Specials          | | Erik Mason                               | Temporada 9, Episodi 2                                                                     |
| 1985–1988    | All My Children               | | Charlie Brent                            |                                                                                            |
| 1989         | Mothers, Daughters and Lovers | | Actor                                    | Telefilm                                                                                   |
| 1990         | CBS Schoolbreak Special       | | Richard                                  | Temporada 7, Episodi 2                                                                     |
| 1990         | El salt (Quantum Leap)        | | Greg Truesdale                           | episodi "Good Night, Dear Heart"                                                           |
| 1990         | Lucky Chances                 | | Craven Richmond                          | minisèrie                                                                                  |
| 1991         | L.A. Law                      | | Mike Riley                               | Temporada 6, Episodi 2                                                                     |
| 1992         | Star Trek: La nova generació  | | Cadet de primera classe Nicholas Locarno | "El primer deure"                                                                          |
| 1992         | Homefront                     | | Bill Caswell                             | 4 episodis                                                                                 |
| 1992–93      | Going to Extremes             | | Colin Midford                            | 17 episodis                                                                                |
| 1993         | Spies                         | | Sam el guardacostes                      | Telefilm                                                                                   |
| 1994         | S'ha escrit un crim           | | Danny Kinkaid                            | Temporada 11, Episodi 4                                                                    |
| 1994         | Sisters                       | | Andrew Simms                             | Temporada 5, Episodi 4                                                                     |
| 1994         | Wild Oats                     | | Actor                                    | Temporada 1, Episodi 1                                                                     |
| 1994         | One More Mountain             | | Milt Eliot                               | Telefilm                                                                                   |
| 1994         | Second Chances                | | Pete Dyson                               | 3 episodis                                                                                 |
| 1995–2001    | Star Trek: Voyager            | | Tom Paris                                | 172 episodis                                                                               |
| 1999         | Monster!                      | Co-Productor |                                          | Telefilm                                                                                   |
| 1999         | Early Edition                 | | Cap de policia Joe Frawley               | Temporada 3, Episodi 21                                                                    |
| 2000         | The Journey of Allen Strange  | Director |                                          | Temporada 3, Episodi 13                                                                    |
| 2001–03      | Dawson's Creek                | Director |                                          | 7 episodis                                                                                 |
| 2001–04      | Star Trek: Enterprise         | Director |                                          | 4 episodis com a director                                                                  |
| 2002         | Crossing Jordan               | | Matt                                     | Temporada 2, Episodi 1                                                                     |
| 2002         | The Outer Limits              | | Comandant Ellis Ward                     | "The Human Factor"                                                                         |
| 2002         | Everwood                      | Director |                                          | Temporada 1, Episodi 10                                                                    |
| 2003–04      | One Tree Hill                 | Director |                                          | 2 episodis                                                                                 |
| 2003–04      | Dead Like Me                  | Director |                                          | 2 episodis                                                                                 |
| 2004         | The Days                      | Director |                                          | 2 episodis                                                                                 |
| 2004–05      | Summerland                    | Director |                                          | 4 episodis                                                                                 |
| 2004–07      | Las Vegas                     | Director |                                          | 4 episodis                                                                                 |
| 2005–2006    | The O.C.                      | Director |                                          | 2 episodis                                                                                 |
| 2005–2006    | Desperate Housewives          | Director |                                          | 2 episodis                                                                                 |
| 2005–13      | Supernatural                  | Director |                                          | 2 episodis                                                                                 |
| 2005         | Eyes                          | Director |                                          | Temporada 1, Episodi 5                                                                     |
| 2005         | Medium                        | Director |                                          | Temporada 2, Episodi 9                                                                     |
| 2006         | Standoff                      | Director |                                          | Temporada 1, Episodi 9                                                                     |
| 2006         | My Boys                       | Director |                                          | Temporada 1, Episodi 5                                                                     |
| 2006         | The Danny Comden Project      | Director |                                          | Telefilm                                                                                   |
| 2006         | Jump                          | Director |                                          | Telefilm                                                                                   |
| 2007         | Samantha Who?                 | Director |                                          | Temporada 1, Episodi 1                                                                     |
| 2007         | The Knights of Prosperity     | Director |                                          | 2 episodis                                                                                 |
| 2007         | The Nine                      | Director |                                          | Temporada 1, Episodi 12                                                                    |
| 2007         | What About Brian              | Director and Producer |                                          | 7 episodis com a director, 3 episodis com a productor                                      |
| 2007         | In Case of Emergency          | Director |                                          | Temporada 1, Episodi 2                                                                     |
| 2007–12      | Chuck                         | Productor executiu (2010–2012) Coproductor executiu (2010) Supervisor de producció (2008–2009) Productor (2007–2008) Director (2007–2012) | Operatiu (núm. 5.13)                     | 73 episodis                                                                                |
| 2010         | V                             | Director |                                          | Temporada 1, Episodi 12                                                                    |
| 2012         | Smash                         | Director |                                          | Temporada 1, Episodi 14                                                                    |
| 2012         | Breaking In                   | Director |                                          | Temporada 2, Episodi 6                                                                     |
| 2012         | White Collar                  | Director |                                          | Temporada 4, Episodi 4                                                                     |
| 2012–13      | 666 Park Avenue               | Director i coproductor executiu |                                          | 3 episodis com a director, 19 episodis com a co-productor executiu                         |
| 2013         | The Mentalist                 | Director |                                          | 3 episodis                                                                                 |
| 2013–18      | Blue Bloods                   | Director |                                          | 2 episodis                                                                                 |
| 2014–18      | Girlfriends' Guide to Divorce | Director and Executive Producer |                                          | 14 episodis com a director, 19 episodis com a productpr executiu                           |
| 2014         | Suburgatory                   | Director |                                          | 1 episodi                                                                                  |
| 2014         | Warehouse 13                  | Director |                                          | 1 episodi                                                                                  |
| 2014         | Mind Games                    | Director |                                          | 1 episodi                                                                                  |
| 2015         | Red Band Society              | Director |                                          | 1 episodi                                                                                  |
| 2016         | Heartbeat                     | Director i productor executiu |                                          | Dirigit "Pilot", 10 episodis com a productor executiu                                      |
| 2017         | Salvation                     | Director |                                          | 1 episodi                                                                                  |
| 2017–2019    | The Orville                   | Director |                                          | 2 episodis                                                                                 |
| 2018–2019    | The Gifted                    | Director i productor executiu |                                          | 3 episodis com a director, 16 episodis com a productor executiu                            |
| 2019         | The Resident                  | Director |                                          | 1 episodi                                                                                  |
| 2019         | A Million Little Things       | Director |                                          | 1 episodi                                                                                  |
| 2019         | Suits                         | Director |                                          | 1 episodi                                                                                  |
| 2021–present | Resident Alien                | Director, productor executiu i guionista                                                                                                  |                                          | 6 episodis com a director, 25 episodis com a productor executiu, 1 episodi com a guionista |
| 2021         | Turner & Hooch                | Director i coproductor executiu |                                          | 4 episodis                                                                                 |
| 2021–2023    | Star Trek: Lower Decks        | | Tom Paris, Nicholas Locarno              | 3 episodis                                                                                 |
| 2022         | So Help Me Todd               | Director |                                          | Episodi: "Second Second Chance"                                                            |
| 2023         | True Lies                     | Director |                                          | Episodi: "Public Secrets"                                                                  |
| 2024         | Alert: Missing Persons Unit   | Director |                                          | Episodi: "Gemma & Isabel"                                                                  |

### Videojocs
| Any  | Títol                            | Paper     | Notes        |
| ---- | -------------------------------- | --------- | ------------ |
| 2000 | Star Trek: Voyager – Elite Force | Tom Paris | Paper de veu |
| 2015 | Star Trek Online                 | Tom Paris | Paper de veu |